# Nikolaus von Adelung (Entomologe)

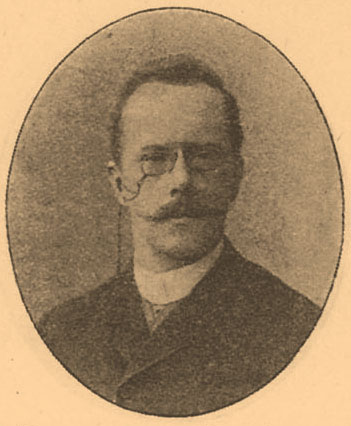
Nikolai Nikolajewitsch Adelung (um 1900)

Nikolaus von Adelung (russisch Николай Николаевич Аделунг , Nikolai Nikolajewitsch Adelung; * 23. Apriljul. / 5. Mai 1857greg. in Stuttgart; † 15. Novemberjul. / 28. November 1917greg. in St. Petersburg) war ein russischer Entomologe.

## Leben

### Herkunft und Familie
Nikolaus gehörte der von seinem Großvater Friedrich von Adelung (1768–1843) begründeten russischen Adelsfamilie Adelung an. Seine Eltern waren der württembergische Geheimrat und Sekretär von Olga von Württemberg Nikolaus von Adelung (1809–1878) und Alexandrine von Schubert (1824–1901). Er war ein Bruder der Schriftstellerin Olga von Adelung (1864–1952), des Erbauers des Elisenhofs in Backnang Alexander von Adelung (1860–1915) und der Malerin Sophie von Adelung (1850–1927) sowie ein Cousin des Meteorologen Wladimir Köppen (1846–1940) und der Mathematikerin Sofja Kowalewskaja (1850–1891). Er vermählte sich mit Emma Zschutzschke, die Ehe blieb kinderlos.

### Werdegang
Adelung diente als Freiwilliger im russisch-türkischen Krieg 1877/78 und avancierte währenddessen in der Kaiserlich Russischen Armee zum Fähnrich.
Er studierte Naturwissenschaften an der Universität Heidelberg, wo er 1890 promoviert wurde. In den Jahren 1891 bis 1893 war er Assistent von Otto Nüsslin am Zoologischen Labor des Polytechnischen Instituts in Karlsruhe und von Otto Bütschli am Zoologischen Labor der Universität Heidelberg. Von 1894 bis 1897 studierte er Orthoptera am Genfer Naturhistorischen Museum (Musée d'histoire naturel) unter der Leitung von Henri de Saussure.
Nach seiner Rückkehr nach Russland im Jahre 1897 war er zuerst Junior und seit 1911 Senior Zoologe des Zoologischen Museums der St. Petersburger Akademie der Wissenschaften. Er leitete das Institut für Orthoptera, Neuroptera und Hautflügler ebd. Als Sekretär der internationalen Korrespondenz der russischen Entomologischen Gesellschaft wirkte er von 1898 bis 1906 und ab dem Jahr 1903 war er Vorsitzender der Zoologie am Bureau of International Bibliographie der Akademie der Wissenschaften. In den Jahren 1907 bis 1917 war Adelung Herausgeber der Bände XII–XXII des Jahrbuchs des Zoologischen Museums. Er nahm an der Erstellung der ersten beiden Editionen des Brockhaus-Efron teil.

## Werke
Adelungs Forschungs- und Publikationsschwerpunkt bildeten die Orthoptera. Nachstehend einige seiner Werke, die in lateinischer Schrift verfasst wurden.
- Beiträge zur Kenntniss des tibialen Gehörapparates der Locustiden. In: Zeitschrift für wissenschaftliche Zoologie, LIV, 1892, S. 316–349, Tab. XIV–XV (Dissertation an der Universität Heidelberg).
- Beitrag zur Kenntnis der paläarktischen Stenopelmatiden. In: Тамъ же, VII, 1902, S. 55–75.
- Erwiderung auf die „Vorschläge zur Minderung der wissenschaftlichen Sprachverwirrung“ (Anat. Anz., XX, S. 462). In: Zoologische Anzeigen, XXV, 1902, S. 649–652.
- Blattodées, rapportées par Mr. le Capitaine G. W. Kachovski de l'Abyssinie méridionale et des contrées limitrophes en 1898. In: Ежегодн. 3ooл. Myз., VIII, (1903) 1904, S. 300–337, Tab. XX.
- Eine neue Ectobia, E. duskei, vom Bogdo, sowie einige Bemerkungen über russische Varietäten der E. perspicillaris. In: Tpyды Pycc. Энтом. 0бщ., XXXVII, 1904, S. 127–137.
- Symbola nova ad cognitionem Blattodeorum Africae orientalis. In: Ежег. Зоол. Муз., IX, (1904) 1905, S. 417–489.
- Beiträge zur Orthopterenfauna der südlichen Krim. I. Blattodea und Locustodea, gesammelt von N. J. Kusnezov, 1897–1905. In: Ежег. Зоол. Муз., XII, 1907, S. 388–413.
- Verzeichnis der von M. Th. Kalischewsky im Jahre 1905 in Abchasien gesammelten Orthopteren. In: Ежег. Зоол. Муз., XII, 1907, S. 119–143.
- Orthoptera (прямокрылыя) [въ статьѣ: Списокъ насѣкомыхъ, собранныхъ въ Шлиссельбургской крѣпости въ 1901–1904 гг. М. В. Новорусскимъ]. In: Труды Русск. Энтом. Общ., XXXVIII, 1907, S. CXLII.
- Beitrag zur Kenntnis der Orthopterenfauna Transkauekasiens. In: Труды Русск. Энтом. Общ., XXXVIII, 1907, S. 32–81, табл. I.
- Zur Orthopterenfauna von Chinesisch-Centralasien. In: Ежег. Зоол. Муз., XIII, (1908) 1909, S. LVII–LIX.
- Notiz über Psectra diptera Burm. In: Ежег. Зоол. Муз., XIV, 1909, S. XLIII–XLVI.
- Über neue Arten der Gattung Gampsocleis Fieb. In: Ежег. Зоол. Муз., XIV, 1909, S. 332–345.
- Ueber einige bemerkenswerte Orthopteren aus dem paläarktischen Asien. In: Труды Русск. Энтом. Общ., XXXIX, 1910, S. 328–358, Tab. XV.
- Quelques Blattaires nouveaux de l'Afrique septentrionale. In: Boletin Soc. Españ. Hist. Nat., 1914, S. 123–138.
- Contributions à la connaissance des Blattaires paléarctiques. I. Genre Ectobius Steph. Considérations générales, formes nouvelles de l'Europe occidentale. In: Ежег. Зоол. Муз., XXI, 1916, S. 243–268.